# Mingyu
Kim Min-gyu (tiếng Hàn:  김민규 ; sinh ngày 6 tháng 4 năm 1997), được biết đến với nghệ danh Mingyu (민규), là một nam ca sĩ và rapper người Hàn Quốc thuộc Pledis Entertainment, anh là thành viên của nhóm nhạc Seventeen cũng như Hip-hop Team.

## Đầu đời
Kim Mingyu sinh ngày 6 tháng 4 năm 1997 tại Anyang, Gyeonggi, Hàn Quốc.  Anh theo học tại trường trung học phát thanh truyền hình Seoul, tốt nghiệp năm 2016.
- Ý nghĩa đằng sau tên thật: Min có nghĩa là 'đá quý' và Gyu có nghĩa là 'ngôi sao'. Anh là một viên đá quý tỏa sáng như một ngôi sao.[3]

## Sự nghiệp

### 2013–2014: Trước khi debut
Mingyu gia nhập Pledis Entertainment vào năm 2012, nơi anh trải qua quá trình đào tạo ca hát và nhảy trong bốn năm. Với tư cách là một thực tập sinh, anh đã tham gia từ mùa đầu tiên trở đi của Seventeen TV, một chương trình truyền hình thực tế trực tuyến giới thiệu các thực tập sinh của Pledis và cho thấy các thành viên tiềm năng của nhóm nhạc nam Seventeen trước khi họ chính thức ra mắt. Chương trình được phát sóng định kỳ trên Ustream, nơi các thực tập sinh cho thấy bản thân đang luyện tập, ca hát, sáng tạo vũ đạo và chơi trò chơi. Chương trình trực tuyến cũng bao gồm việc tham gia các buổi hòa nhạc, có tựa đề Like Seventeen. Trước khi chính thức ra mắt, Mingyu đã xuất hiện trong các video âm nhạc của các nghệ sĩ Pledis khác vào thời điểm đó, bao gồm Nu'est và Hello Venus . 